# 伊莎貝爾·布里格斯·邁爾斯
伊莎贝尔·布里格斯·迈尔斯（Isabel Briggs Myers，1897年10月18日—1980年5月5日）是一位美国作家，她与母亲凯瑟琳·库克·布里格斯 （Katharine Cook Briggs） 共同创建了迈尔斯-布里格斯类型指标 （MBTI）。 MBTI是全球最常用的性格测试之一；每年有超过200万人完成问卷调查。